# روخلیو تاپیا
روگلیو تاپیا (انگلیسی: Rogelio Tapia؛ ۱۹۰۳ – ۱۹۸۶-۰۱-۱۰) بازیکن فوتبال اهل اسپانیا بود.
از باشگاه‌هایی که در آن بازی کرده‌است می‌توان به باشگاه فوتبال سلتاویگو اشاره کرد.